# Bistum Macerata
Das Bistum Macerata (lat.: Dioecesis Maceratensis, ital.: Diocesi di Macerata) ist eine in Italien gelegene römisch-katholische Diözese mit Sitz in Macerata.

## Geschichte
Am 18. November 1320 wurde das Bistum Macerata durch Papst Johannes XXII.  errichtet. Am 10. Dezember 1586 wurde das Bistum Tolentino angegliedert.
Am 25. Januar 1985 wurden dem Bistum Macerata-Tolentino durch die Kongregation für die Bischöfe mit dem Dekret Quo aptius die Bistümer Cingoli, Recanati und Treia angegliedert. Infolgedessen hielt das Bistum Macerata-Tolentino-Recanati-Cingoli-Treia seither einen weltkirchlichen Rekord, insofern es fünf Bischofssitze (darunter vier ehemalige Bischofssitze) im Namen führte. Am 17. Dezember 2022 wurde das Bistum Macerata-Tolentino-Recanati-Cingoli-Treia schließlich in Bistum Macerata umbenannt. Die Kathedrale San Giuliano in Macerata wurde die einzige Kathedrale des Bistums. Die Bistümer Tolentino, Recanati, Cingoli und Treia wurden als Titularbistümer wiedererrichtet.
Das Bistum Macerata ist dem Erzbistum Fermo als Suffraganbistum unterstellt.

## Einzelnachweise

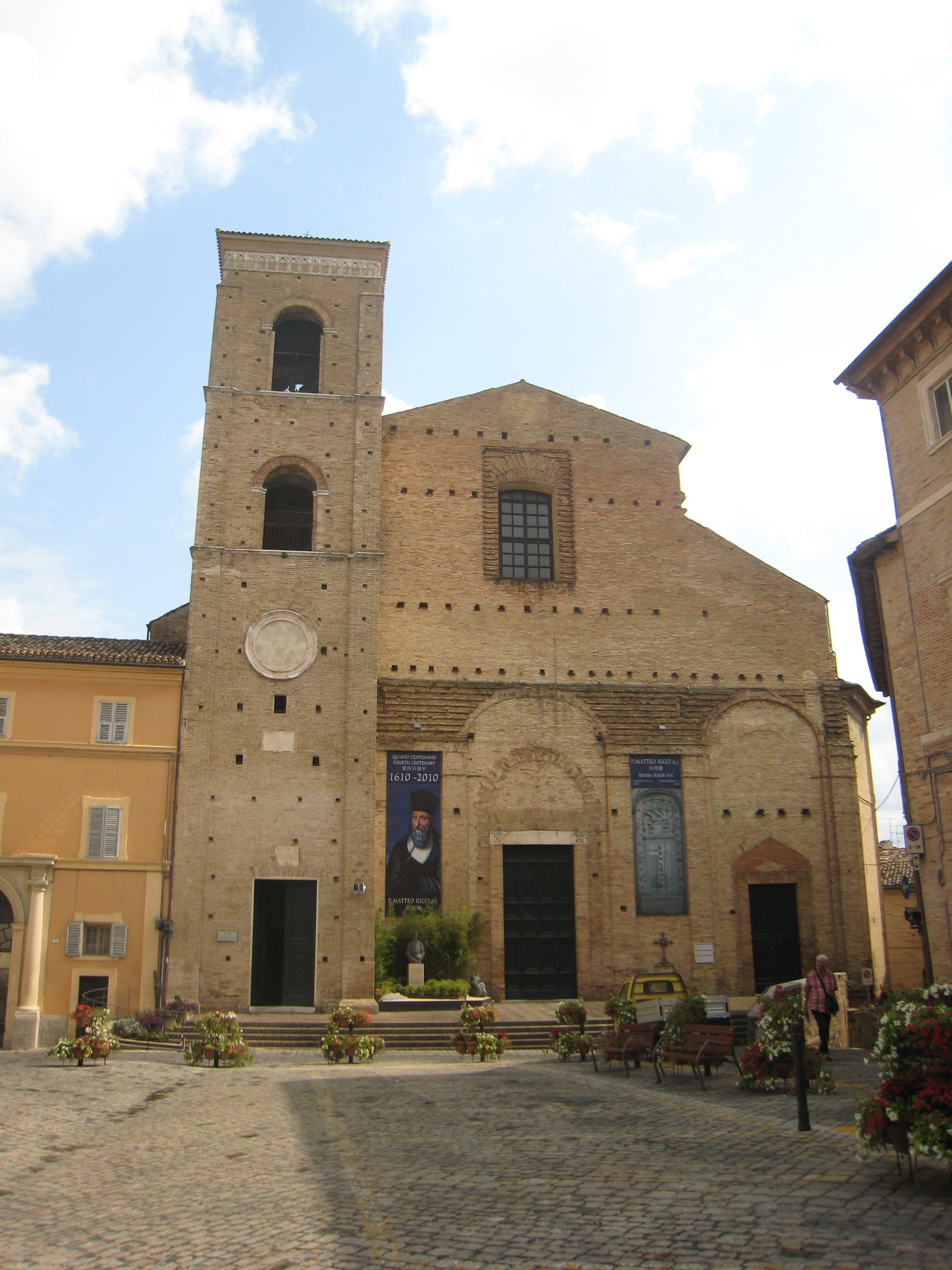
Kathedrale San Giuliano in Macerata